# 닭속
닭속은 꿩과의 한 속으로, 인도와 스리랑카, 동남아시아가 원산지이다. 닭속에 속하는 적색야계는 가금인 닭의 원종이다.

## 종
- 적색야계 (Gallus  gallus)
  - 닭 (Gallus gallus domesticus)
- 녹색야계 (Gallus  varius)
- 회색야계 (Gallus  sonneratii)
- 실론야계 (Gallus  lafayetii)